# Francis Ford
Francis Ford (nascido Francis Feeney; Portland, Maine,  14 de agosto de 1881 – 5 de setembro de 1953) foi um ator, escritor e diretor de cinema estadunidense. Ficou conhecido, também, por ter sido o mentor e irmão mais velho do diretor John Ford. Atuou em diversos filmes de John Ford, incluindo Young Mr. Lincoln e The Quiet Man.

## Biografia
Francis Ford nasceu em Portland, Maine, filho de John A. Feeney, que nascera na vila de Spiddal, County Galway, Irlanda, em 15 de junho de 1854. Em 1878, John se mudou para Portland, no Maine, e abriu uma mercearia, na 42 Center Street, em frente a um bar; posteriormente abriu mais 4 mercearias.
Após ter servido na infantaria na Guerra Hispano-Americana, Francis voltou para casa, e entrou no ramo do cinema em Nova York, trabalhando para David Horsley, Al Christie e na Star Film Company em San Antonio, de Gaston Méliès. Adotou o nome Ford devido ao automóvel. De San Antonio, Francis começou sua carreira em Hollywood trabalhando para Thomas H. Ince no Ince's Bison Studio, dirigindo e atuando em Westerns.
O irmão mais novo de Francis, John M. Feeney, foi um bem sucedido zagueiro e defesa do time de futebol de Portland, apelidado “Bull”. Em 1914, Bull seguiu Francis a Hollywood, mudou seu nome para John Ford e, eventualmente, iria superar sua reputação considerável de irmão mais velho.
O filho de Francis Ford, Philip Ford, também foi um diretor e ator de cinema.

## Carreira

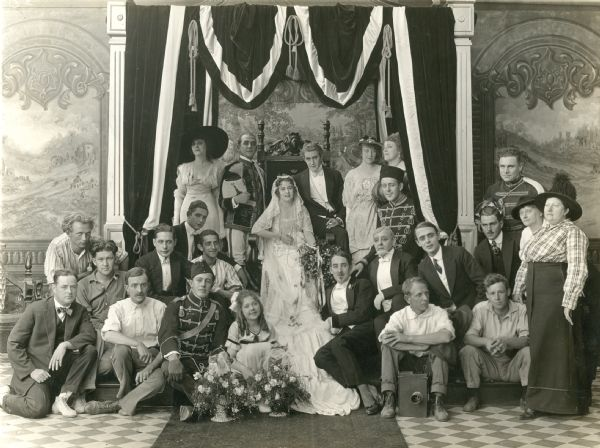
Elementos da produção e elenco do seriado mudo The Broken Coin, de 1915. Grace Cunard e Francis Ford estão no centro no trono, a jovem atriz Gertrude Short está sentada no chão na frente de Miss Cunard, e John Ford é o terceiro da esquerda. Uma câmera de cinema da Pathé está à direita em frente do cameraman, muito provavelmente Harry McGuire Stanley.

Ford atuou em mais de 400 filmes no total, com muitos de seus primeiros créditos mal documentados e provavelmente perdidos.

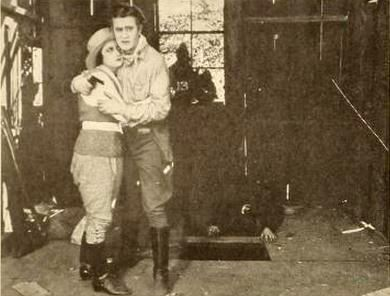
Cena do seriado The Mystery of 13, de 1919, ao lado de Rosemary Theby.

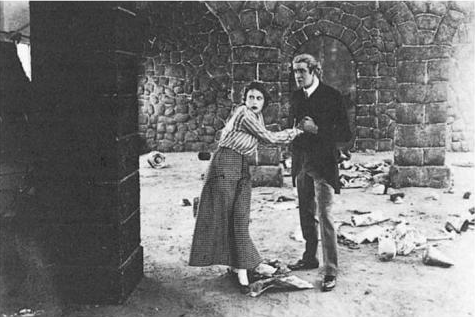
Cena do seriado The Broken Coin, de 1915, ao lado de Grace Cunard.

Ambicioso e prolífico, em seus primeiros papéis interpretou personagens tais como George Armstrong Custer, Sherlock Holmes (com seu irmão mais novo como Dr. Watson) e Abraham Lincoln, papel em que se especializou. Em 1912, Ford já estava dirigindo ao lado de Thomas Ince. Em 1912, Ford estava dirigindo ao lado de Thomas Ince. Tornou-se rapidamente claro que Ince tomava os créditos dos trabalhos de Ford, assim ele se mudou para a Universal no início de 1913. seu filme de 1913, Lucille Love, Girl of Mystery, foi o primeiro seriado da Universal, e o primeiro de uma série de seriados muito populares estrelados  por sua colaboradora e amante Grace Cunard. O seriado de 1915 The Broken Coin foi expandido de 15 para 22 capítulos mediante a demanda popular, e provavelmente foi o auge da carreira de Ford.
Em 1917 Ford fundou uma companhia independente de curta-metragens, a Fordart Films, que realizou em 1918 Berlin via America, com Phil Kelly, e logo abriu seu próprio estúdio na Sunset Boulevard e Gower Street (Hollywood). Ao mesmo tempo, Ford foi mentor de seu irmão mais novo, colaborando freqüentemente como escritor, diretor e ator em cada um dos outros projetos. Mas, já em 1917, ficou claro que a estrela de John estava em ascensão. O estilo de Francis permaneceu adequado para seriados, mas não conseguiu evoluir. Os últimos créditos conhecidos de Francis Ford foram em The Call of the Heart, de 1928, um veículo de 50 minutos para Dynamite the Devil Dog.
Os irmãos Ford eram, muitas vezes, críticos um do outro e às vezes fortemente antagônicos. Ford escreveu em 1934 um livro de memórias, não publicado, chamado "Up and Down the Ladder" em que se queixa amarga e algumas vezes comoventemente sobre como “veteranos que tinham ajudado a criar a indústria tinham sido colocados de lado por homens mais jovens”.
A partir de década de 1920 e nas próximas duas décadas, Ford sustentou sua carreira como um ator grisalho em pequenas “pontas”. Ele muitas vezes não aparece nos créditos, como em Frankenstein, de 1931, de James Whale.
Um de seus papéis mais memoráveis foi o do velho demente em The Ox-Bow Incident (1943).

## Filmografia seleta
- The Immortal Alamo (ator; 1911)
- The Deserter (ator; 1912)
- Custer's Last Fight (ator e diretor; 1912)
- The Post Telegrapher (diretor; 1912)
- The Invaders (ator e diretor; 1912)
- When Lincoln Paid (ator e diretor; 1913)
- Lucille Love, Girl of Mystery (escritor, diretor, ator; seriado em 15 capítulos, 1914)
- The Adventures of Shorty (diretor; 1914), e em algumas sequências de "Shorty", em 1917
- A Study in Scarlet (ator e diretor;1914)
- The Broken Coin (ator e director; seriado em 22 capítulos, 1915)
- The Adventures of Peg o' the Ring (ator e diretor; seriado em 15 capítulos, 1916)
- The Purple Mask (escritor, diretor e ator, seriado em 16 capítulos; 1916)
- John Ermine of Yellowstone (diretor; 1917)
- The Tornado (escritor; 1917)
- The Craving (escritor, diretor, e astro; 1918)
- The Silent Mystery (ator e diretor; seriado em 15 capítulos, 1918)
- The Mystery of 13 (ator e director; seriado em 15 capítulos, 1919)
- Thunderbolt Jack (diretor; seriado em 15 capítulos, 1920)
- The Great Reward (diretor, produtor, astro; seriado em 15 capítulos, 1921)
- Action (ator; 1921)
- The Village Blacksmith (ator; 1922)
- Three Jumps Ahead (ator; 1923)
- The Fighting Skipper (ator e diretor; seriado em 15 capítulos, 1923)
- The Haunted Valley, seriado, 1923
- Hearts of Oak (ator; 1924)
- Soft Shoes (ator; 1925)
- Perils of the Wild (diretor; seriado em 15 capítulos, 1925)
- The Fighting Heart (ator; 1925)
- The Winking Idol (diretor; seriado em 10 capítulos, 1926)
- Officer 444 (escritor e diretor; seriado em 10 capítulos, 1926)
- The Heart of Maryland (ator; 1927)
- Upstream (ator; 1927)
- The Trail of '98 (ator; 1928)
- The Black Watch (ator; 1929)
- The Indians Are Coming (ator, seriado; 1930)
- The Jade Box (ator; seriado em 10 capítulos, 1930)
- Heroes of the West (ator; 1932)
- The Jungle Mystery (ator; seriado em 12 capítulos, 1932)
- Destry Rides Again (ator; 1932)
- The Lost Special (ator; seriado em 12 capítulos, 1932)
- Charlie Chan's Greatest Case (ator; 1933)
- Clancy of the Mounted (ator; seriado em 12 capítulos, 1933)
- Gordon of Ghost City (ator; seriado em 12 capítulos, 1933)
- The Man from Monterey (ator; 1933)
- Pilgrimage (ator; 1933)
- Pirate Treasure (ator, 1934)
- Judge Priest (ator; 1934)
- Murder in Trinidad (ator; 1934)
- Charlie Chan's Courage (ator; 1934)
- Paris in Spring (ator; 1935)
- The Informer (ator; 1935)
- Steamboat Round the Bend (ator; 1935)
- Sins of Man (ator, 1936)
- The Prisoner of Shark Island (ator; 1936)
- Charlie Chan at the Circus (ator; 1936)
- The Plainsman (1936, ator; não-creditado)
- Slave Ship (ator; 1937)
- The Texans (ator; 1938)
- Stagecoach (1939; não-creditado)
- Drums Along the Mohawk (ator; 1939)
- Diamond Frontier (ator; 1940)
- They Died with Their Boots On (ator; não-creditado; 1941)
- King of the Mounties (ator; 1942)
- The Ox-Bow Incident (ator; 1943)
- Jitterbugs (ator;1943)
- The Big Noise (ator:1944)
- Wildfire (ator; 1945)
- Unconquered (ator; não-creditado; 1947)
- Eyes of Texas (actor; 1948)
- Wagon Master (ator: 1950)
- The Quiet Man (ator; 1952)
- Toughest Man in Arizona (1952)
- The Sun Shines Bright (ator; 1953)